# Perle von Puerto
Die Perle von Puerto ist die größte bekannte natürliche Perle der Welt. Sie wurde 1996 von einem philippinischen Fischer in philippinischen Gewässern entdeckt, ist 67 Zentimeter lang, 30 Zentimeter breit und wiegt 34 Kilogramm (170.000 Karat). 2016 wurde ihr Wert auf 80 Mio. Euro geschätzt.
Die Perle wurde 2016 im Rathaus von Puerto Princesa, Hauptstadt der philippinischen Provinz Palawan, der Öffentlichkeit präsentiert und fand somit den Weg in die weltweiten Medien, wobei zertifizierte Gutachten von Gemmologen seinerzeit noch ausstanden. Eine Folgeberichterstattung hat es seither nicht gegeben. Der zuvorige Rekordhalter bezüglich Größe und Gewicht ist die in den 1930er Jahren ebenfalls in Palawan gefundene Perle Allahs mit einem Gewicht von 6,4 Kilogramm.